# فندق‌شکن (فیلم ۱۹۹۳)
فندق‌شکن (انگلیسی: The Nutcracker) فیلمی است که در سال ۱۹۹۳ منتشر شد.